# Ленгфелд (Тирингија)
Ленгфелд (њем. Lengfeld) општина је у њемачкој савезној држави Тирингија. Једно је од 43 општинска средишта округа Хилдбургхаузен. Према процјени из 2010. у општини је живјело 461 становника. Посједује регионалну шифру (AGS) 16069026.

## Географски и демографски подаци
Ленгфелд се налази у савезној држави Тирингија у округу Хилдбургхаузен. Општина се налази на надморској висини од 365 метара. Површина општине износи 6,6 km². У самом мјесту је, према процјени из 2010. године, живјело 461 становника. Просјечна густина становништва износи 69 становника/km².